# سوپرجام فوتبال ایتالیا ۱۹۹۷
سوپر جام فوتبال ایتالیا ۱۹۹۷ (انگلیسی: 1997 Supercoppa Italiana) دهمین دورهٔ مسابقهٔ سوپر جام فوتبال ایتالیا بود که بین قهرمان سری آ و قهرمان جام حذفی فوتبال ایتالیا برگزار شد.
این دیدار در تاریخ ۲۳ اوت ۱۹۹۷ برگزار شد و یوونتوس به مقام قهرمانی دست یافت.

## تیم‌ها
- یوونتوس: قهرمان سری آ فصل ۹۷-۱۹۹۶
- ویچنزا: قهرمان جام حذفی ایتالیا فصل ۹۷-۱۹۹۶